# Mistrovství světa v orientačním běhu 1976
6. Mistrovství světa v orientačním běhu proběhlo ve dnech 24. až 26. srpna 1976. Pořadatelskou zemí bylo Skotsko. Hlavním dějištěm závodů tehdy bylo město ve skotské vysočině Aviemore.
V mužské kategorii startovalo 66 závodníků a v ženské 65 závodnic. V závodě štafet startovalo 14 mužských čtyřčlenných a 16 ženských tříčlenných štafet z 18 zemí světa. Běželo se na mapě s názvem Darnaway Forest a Culbin Forest. Československo reprezentovali: Jaroslav Kačmarčík, Petr Uher, Zdeněk Lenhart, Jaroslav Hořínek, Pavel Ditrych, Anna Handzlová, Dana Ticháčková, Renata Vlachová a Drahuše Janotová.

## Individuální závod
| Muži                                                             | Muži                                                             | Muži                                                             | Muži                                                             | Muži                                                             | Ženy                                                            | Ženy                                                            | Ženy                                                            | Ženy                                                            | Ženy                                                            |
| ---------------------------------------------------------------- | ---------------------------------------------------------------- | ---------------------------------------------------------------- | ---------------------------------------------------------------- | ---------------------------------------------------------------- | --------------------------------------------------------------- | --------------------------------------------------------------- | --------------------------------------------------------------- | --------------------------------------------------------------- | --------------------------------------------------------------- |
| - Traťové parametry: 15,5 km, 24 kontrol - Mapa: Darnaway Forest | - Traťové parametry: 15,5 km, 24 kontrol - Mapa: Darnaway Forest | - Traťové parametry: 15,5 km, 24 kontrol - Mapa: Darnaway Forest | - Traťové parametry: 15,5 km, 24 kontrol - Mapa: Darnaway Forest | - Traťové parametry: 15,5 km, 24 kontrol - Mapa: Darnaway Forest | - Traťové parametry: 8,9 km, 16 kontrol - Mapa: Darnaway Forest | - Traťové parametry: 8,9 km, 16 kontrol - Mapa: Darnaway Forest | - Traťové parametry: 8,9 km, 16 kontrol - Mapa: Darnaway Forest | - Traťové parametry: 8,9 km, 16 kontrol - Mapa: Darnaway Forest | - Traťové parametry: 8,9 km, 16 kontrol - Mapa: Darnaway Forest |
| Umístění                                                         | Země                                                             | Jméno                                                            | Čas                                                              | Ztráta                                                           | Umístění                                                        | Země                                                            | Jméno                                                           | Čas                                                             | Ztráta                                                          |
|                                                                  | Norsko                                                           | Egil Johansen                                                    | 1:31:22                                                          |                                                                  |                                                                 | Finsko                                                          | Liisa Veijalainenová                                            | 1:08:12                                                         |                                                                 |
|                                                                  | Švédsko                                                          | Rolf Pettersson                                                  | 1:33:15                                                          | +1:53                                                            |                                                                 | Švédsko                                                         | Kristin Cullmanová                                              | 1:10:31                                                         | +2:19                                                           |
|                                                                  | Norsko                                                           | Svein Jacobsen                                                   | 1:33:49                                                          | +2:27                                                            |                                                                 | Švédsko                                                         | Anne Lundmarková                                                | 1:11:44                                                         | +3:32                                                           |
| 9.                                                               | Československo                                                   | Jaroslav Kačmarčík                                               | 1:40:55                                                          | +9:33                                                            | 20.                                                             | Československo                                                  | Anna Handzlová                                                  | 1:25:17                                                         | +17:05                                                          |
| 11.                                                              | Československo                                                   | Petr Uher                                                        | 1:41:17                                                          | +9:55                                                            | 20.                                                             | Československo                                                  | Dana Ticháčková                                                 | 1:25:17                                                         | +17:05                                                          |
| 18.                                                              | Československo                                                   | Zdeněk Lenhart                                                   | 1:44:52                                                          | +13:30                                                           | 24.                                                             | Československo                                                  | Renata Vlachová                                                 | 1:26:33                                                         | +18:21                                                          |
| 27.                                                              | Československo                                                   | Jaroslav Hořínek                                                 | 1:53:28                                                          | +22:06                                                           | 28.                                                             | Československo                                                  | Drahuše Janotová                                                | 1:28:26                                                         | +20:14                                                          |

## Výsledky štafetového závodu
| Muži | Muži | Muži | Muži | Muži | Ženy | Ženy | Ženy | Ženy | Ženy |
| --- | --- | --- | --- | --- | --- | --- | --- | --- | --- |
| - Traťové parametry: 1. úsek 10,8 km / 2. úsek 10,8 km / 3. úsek 10,8 km / 4. úsek 10,8 km - Mapa: Laigh of Moray forest / Culbin | - Traťové parametry: 1. úsek 10,8 km / 2. úsek 10,8 km / 3. úsek 10,8 km / 4. úsek 10,8 km - Mapa: Laigh of Moray forest / Culbin | - Traťové parametry: 1. úsek 10,8 km / 2. úsek 10,8 km / 3. úsek 10,8 km / 4. úsek 10,8 km - Mapa: Laigh of Moray forest / Culbin | - Traťové parametry: 1. úsek 10,8 km / 2. úsek 10,8 km / 3. úsek 10,8 km / 4. úsek 10,8 km - Mapa: Laigh of Moray forest / Culbin | - Traťové parametry: 1. úsek 10,8 km / 2. úsek 10,8 km / 3. úsek 10,8 km / 4. úsek 10,8 km - Mapa: Laigh of Moray forest / Culbin | - Traťové parametry: 1. úsek 7,5 km / 2. úsek 7,5 km / 3. úsek 7,5 km - Mapa: Laigh of Moray forest / Culbin | - Traťové parametry: 1. úsek 7,5 km / 2. úsek 7,5 km / 3. úsek 7,5 km - Mapa: Laigh of Moray forest / Culbin | - Traťové parametry: 1. úsek 7,5 km / 2. úsek 7,5 km / 3. úsek 7,5 km - Mapa: Laigh of Moray forest / Culbin | - Traťové parametry: 1. úsek 7,5 km / 2. úsek 7,5 km / 3. úsek 7,5 km - Mapa: Laigh of Moray forest / Culbin | - Traťové parametry: 1. úsek 7,5 km / 2. úsek 7,5 km / 3. úsek 7,5 km - Mapa: Laigh of Moray forest / Culbin |
| Umístění | Země | Jméno | Čas | Ztráta | Umístění | Země | Jméno | Čas | Ztráta |
| | Švédsko | Erik Johansson Gert Pettersson Arne Johansson Rolf Pettersson                                                                     | 4:10:41 | | | Švédsko | Ingrid Olssonová Kristin Cullmanová Anne Lundmarková                                                         | 2:42:46 | |
| | Norsko | Jan Fjærested Oystein Halvorsen Svein Jacobsen Egil Johansen                                                                      | 4:19:08 | +8:27 | | Finsko | Outi Borgenströmová Sinikka Kukkonenová Liisa Veijalainenová                                                 | 2:43:05 | +0:19 |
| | Finsko | Hannu Makirinta Markku Salminen Matti Makinen Kimmo Rauhamäki                                                                     | 4:23:41 | +13:00 | | Maďarsko | Irén Rostásová Magdolna Kovácsová Sarolta Monspartová                                                        | 2:49:22 | +6:36 |
| 4. | Československo | Petr Uher Zdeněk Lenhart Pavel Ditrych Jaroslav Kačmarčík                                                                         | 4:27:50 | +17:09 | 5. | Československo                                                                                               | Dana Ticháčková Anna Handzlová Renata Vlachová                                                               | 2:56:45 | +13:59 |

## Medailová klasifikace podle zemí
Úplná medailová tabulka:
| Umístění | Země     | Zlato | Stříbro | Bronz | Součet |
| -------- | -------- | ----- | ------- | ----- | ------ |
|          | Švédsko  | 2     | 2       | 1     | 5      |
|          | Finsko   | 1     | 1       | 1     | 3      |
|          | Norsko   | 1     | 1       | 1     | 3      |
| 4.       | Maďarsko | 0     | 0       | 1     | 1      |